# Jerzy Jędykiewicz
Jerzy Zbigniew Jędykiewicz (ur. 10 maja 1946 w Gdańsku) – polski inżynier, przedsiębiorca, działacz partyjny i państwowy, wojewoda gdański (1988–1990).

## Życiorys
Zdobył tytuł inżyniera budownictwa wodnego na Politechnice Gdańskiej. W latach 1969–1979 pracował w Hydrobudowie 4 jako zastępca dyrektora oddziału gdańskiego, w latach 1982–1988 dyrektor Energobloku-Wybrzeże. Od 1971 należał do Polskiej Zjednoczonej Partii Robotniczej. Członek Komitetu Miejskiego PZPR w Gdyni, od 1985 do 1986 przewodniczący Miejskiej Rady Narodowej w Gdyni. Od 22 grudnia 1988 do 3 sierpnia 1990 pełnił funkcję wojewody gdańskiego. W latach 1989–1990 członek egzekutywy KW PZPR w Gdańsku. W 1989 bezskutecznie ubiegał się o mandat senatorski z ramienia PZPR. Następnie został prezesem zarządu firmy Budownictwo Energetyczne Energobudowa SA w Warszawie. Do 2004 przewodniczył pomorskim strukturom Sojuszu Lewicy Demokratycznej. Po ujawnieniu nieprawidłowości związanych z aferą wydawnictwa Stella Maris, z którym współpracował, zawiesił swoje członkostwo w SLD. Wyrok skazujący w tej sprawie został uchylony i skierowany do ponownego rozpatrzenia w roku 2015. W 2010 Jędykiewicz powrócił do SLD.
Odznaczony 12 czerwca 2003 Krzyżem Kawalerskim Orderu Odrodzenia Polski.